# Cnemidochroma lopesi
Cnemidochroma lopesi är en skalbaggsart som beskrevs av Lúcia Maria de Campos Fragoso och Monné 1989. Cnemidochroma lopesi ingår i släktet Cnemidochroma och familjen långhorningar. Inga underarter finns listade i Catalogue of Life.